# Christian Herter
Christian Herter (n. 28 martie 1895, Paris, Franța – d. 30 decembrie 1966, Washington, D.C., SUA) a fost un politician american, Secretar de Stat al Statelor Unite între 1959 și 1961.